# Platanus hybrida

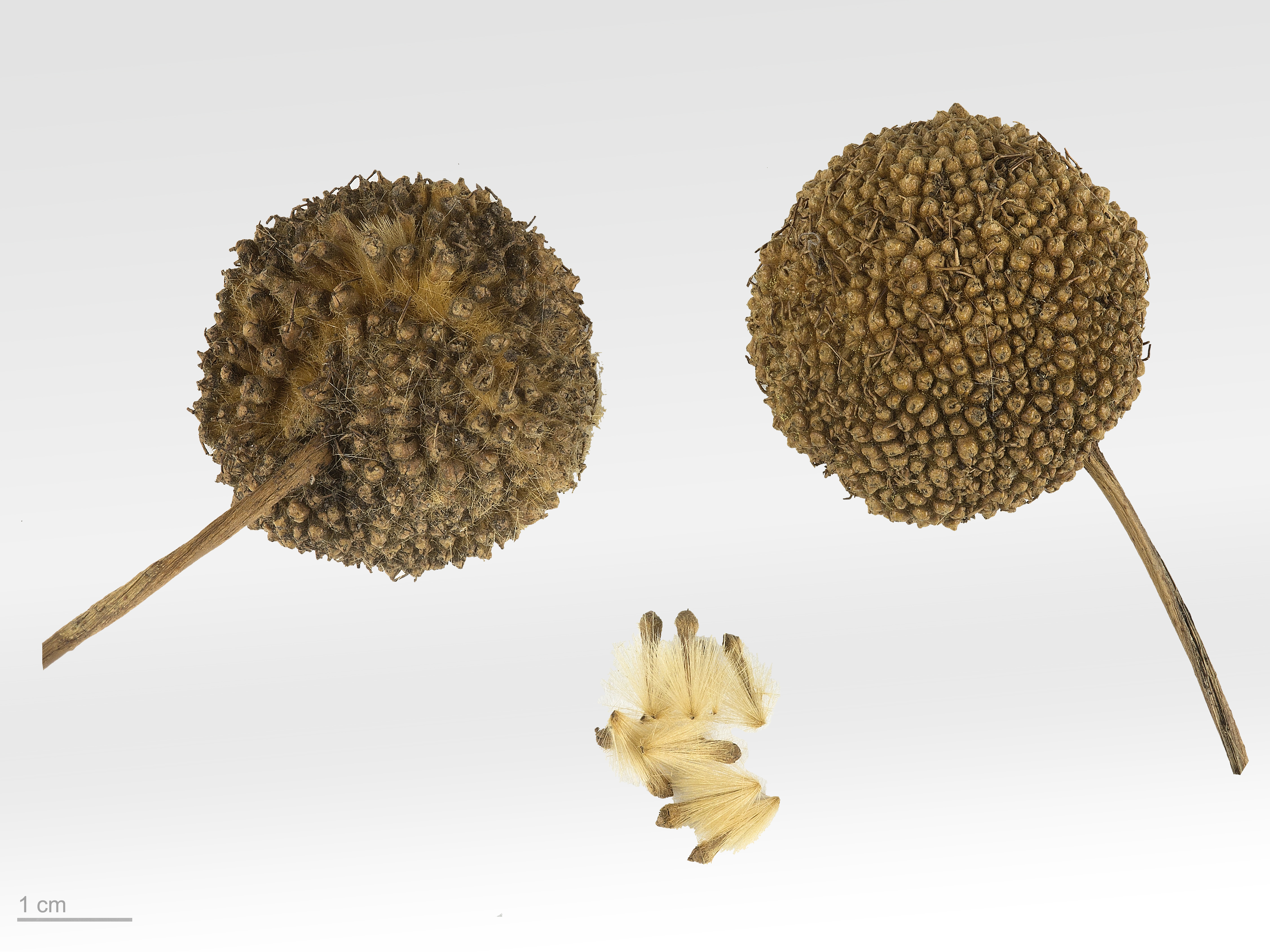
Platanus x hispanica

Platanus hybrida är en platanväxtart som beskrevs av Felix de Silva Avellar Brotero. Platanus hybrida ingår i släktet plataner, och familjen platanväxter. Inga underarter finns listade i Catalogue of Life.